# Hadramphus tuberculatus
Hadramphus tuberculatus là một loài mọt hiếm đặc hữu khu vực Christchurch ở Đảo Nam của New Zealand. Người ta cho rằng nó đã tuyệt chủng từ năm 1922 đến năm 2004. Tên đúng của loài này là Hadramphus tuberculatus, đồng âm của Karocolens với Hadramphus đang tranh cãi nhưng trong bất kỳ trường hợp nào thì tên Hadramphus được ưu tiên và không phải là một đồng âm nhỏ.

## Miêu tả
H. tuberculatus không bay. Nó có chiều dài 11,7 đến 16,3 mm và chiều rộng 6,5 đến 8,3 mm. Nó có thân nâu tối.